# David Arroyo
David Arroyo Durán (Talavera de la Reina, 7 gennaio 1980) è un ex ciclista su strada e mountain biker spagnolo. Professionista su strada dal 2001 al 2018, ha vinto una tappa alla Vuelta a España 2008 e concluso al secondo posto il Giro d'Italia 2010. Dal 2019 è attivo nel mountain biking.

## Carriera
Originario della Provincia di Toledo, passa professionista a soli 21 anni, nel 2001, con la ONCE-Eroski, prima di trasferirsi nel 2004 alla LA Aluminios-Pecol, squadra portoghese. Quell'anno ottiene le prime vittorie da pro, aggiudicandosi due tappe e la classifica giovani al Giro del Portogallo. Nella stagione seguente si accasa alla Illes Balears, formazione diretta da Eusebio Unzué.
Nel 2006 è secondo nella quinta tappa della Volta Ciclista a Catalunya; conclude poi il Giro d'Italia 2007 in decima posizione e il Tour de France 2007 in tredicesima. Nel 2008 fa sue la Subida a Urkiola e la diciannovesima tappa della Vuelta a España, quella con arrivo in salita a Segovia; nel 2009 si piazza invece undicesimo nella graduatoria finale del Giro d'Italia – poi ottavo in seguito alle squalifiche di Di Luca, Pelizotti e Valjavec – oltre a vincere una tappa al Tour du Limousin in Francia (conclude secondo nella generale).
Nel 2010 partecipa nuovamente al Giro d'Italia. Durante l'undicesima tappa è parte della fuga, composta da più di 50 corridori, che giunge al traguardo dell'Aquila con più di 12 minuti di vantaggio sul gruppo maglia rosa (fino a quel momento sulle spalle di Aleksandr Vinokurov): Arroyo sale così al secondo posto in classifica, dietro a Richie Porte. Tre giorni dopo, al termine della tappa di Asolo, riesce a conquistare il simbolo del primato: lo perderà quasi una settimana dopo, nella diciannovesima frazione. Quel giorno, dopo essersi staccato in salita sul Mortirolo, recupera in discesa, riuscendo a portarsi a pochi secondi dal trio formato da Scarponi, Basso e Nibali. Sulla salita finale verso Aprica non trova però collaborazione, perdendo la maglia rosa al traguardo. Conclude comunque quel Giro in seconda posizione, a 1'51" dal vincitore Ivan Basso.
L'anno dopo è ancora al via del Giro d'Italia, ma non va oltre un tredicesimo posto nella classifica finale; si piazza poi trentacinquesimo al Tour de France, lontano dai migliori. Nel 2012 non ottiene risultati di rilievo e a fine stagione, dopo otto anni, lascia la Movistar per debuttare, a inizio 2013, con la Caja Rural-Seguros RGA, formazione Professional Continental; con la nuova maglia al primo anno si piazza terzo alla Prueba Villafranca de Ordizia e secondo alla Vuelta a Burgos. Nel 2016 è invece quarto alla Vuelta a Castilla y León e secondo al Giro di Turchia, mentre nel 2017 è quinto alla Route du Sud.
Lascia il ciclismo su strada a fine 2018, dopo una stagione con il team Continental portoghese Efapel. Dal 2019 gareggia nel mountain biking, nella specialità del cross country marathon, con il team almeriense Primaflor-Mondraker.

## Palmarès

### Strada
- 2000

Campionati spagnoli, Prova in linea Under-23
- 2004 (LA Aluminios-Pecol, due vittorie)

4ª tappa Giro del Portogallo (Viseu > Mondim de Basto)
8ª tappa Giro del Portogallo (Fundão > Torre)
- 2008 (Caisse d'Epargne, due vittorie)

19ª tappa Vuelta a España (Las Rozas de Madrid > Segovia)
Subida a Urkiola
- 2009 (Caisse d'Epargne, una vittoria)

3ª tappa Tour du Limousin (Saint-Martin-de-Jussac > Saint-Junien)

#### Altri successi
- 2002 (ONCE-Eroski)

3ª tappa Vuelta a Burgos (Aranda de Duero, cronosquadre)
- 2003 (ONCE-Eroski)

3ª tappa Vuelta a Burgos (Salou > Vilaseca, cronosquadre)
- 2004 (LA Aluminios-Pecol)

Classifica scalatori Giro del Portogallo
Classifica giovani Giro del Portogallo
- 2011 (Movistar Team, una vittoria)

3ª tappa Vuelta a Burgos (Pradoluengo > Belorado, cronosquadre)

### Mountain biking
- 2021[13]

XX Ruta BTT Gran Premio Villa de Paterna, Cross country marathon (Paterna del Campo)

## Piazzamenti

### Grandi Giri
- Giro d'Italia

2007: 10º
2009: 8º
2010: 2º
2011: 13º
- Tour de France

2005: 53º
2006: 20º
2007: 13º
2008: 28º
2009: 65º
2011: 35º
- Vuelta a España

2006: 19º
2008: 17º
2010: 25º
2013: 13º
2014: 20º
2015: 12º
2016: 122º
2017: 89º

### Classiche monumento
- Giro di Lombardia

2001: ritirato
2002: 73º
2014: 41º

### Competizioni mondiali
- Campionati del mondo su strada

Plouay 2000 - In linea Under-23: 42º